# Peliosanthes yunnanensis
Peliosanthes yunnanensis är en sparrisväxtart som beskrevs av Fa Tsuan Wang och Tang. Peliosanthes yunnanensis ingår i släktet Peliosanthes och familjen sparrisväxter. Inga underarter finns listade i Catalogue of Life.